# Gonçalo de Espanha
Gonçalo de Bourbon (Madrid, 24 de outubro de 1914 – Pörtschach am Wörther See, 13 de agosto de 1934) foi um Infante de Espanha, filho mais novo do rei Afonso XIII e de sua esposa, a princesa Vitória Eugénia de Battenberg.

## Biografia
Gonçalo, tal como o seu irmão mais velho, Afonso, sofria de hemofilia, doença que afectou alguns descendentes da rainha Vitória do Reino Unido. Em 1927 foi nomeado cavaleiro da insígnia da Ordem do Tosão de Ouro.
Após a proclamação da Segunda República Espanhola, no dia 14 de Abril de 1931, acompanhou a sua família para o exílio.
Morreu prematuramente, no dia 13 de Agosto de 1934, aos 19 anos de idade em Krumpendorf, na Áustria, em consequência de uma hemorragia interna produzida por um acidente de automóvel grave que conduzia sua irmã a infanta Beatriz. Sendo ainda muito jovem, Gonçalo nunca se casou nem teve filhos.
Foi enterrado na Áustria. Em 1985 o rei Juan Carlos I ordenou a transladação dos seus restos mortais, juntamente com os dos seus falecidos irmãos Afonso e Jaime, para o Mosteiro do Escorial.